# Bury Tomorrow
Bury Tomorrow est un groupe de metalcore mélodique britannique, originaire de Portsmouth et Southampton dans le Hampshire. Formé en 2006, ce quintette est composé de Dani Winter-Bates au chant et au screaming, de son frère Davyd Winter-Bates à la basse, de Dawson Kristan à la guitare et de Adam Jackson à la batterie.
La discographie du groupe comporte actuellement deux EP et sept albums studio.

## Biographie

### Débuts et premier album (2006-2010)
Le groupe se forme en 2006 dans le Hampshire avec les frères Davyd et Daniel Winter-Bates. Peu de temps après, ils publient l'EP The Sleep of the Innocents et marquent ainsi leurs débuts.
En octobre 2009, leur premier album studio Portraits paraît chez Basick Records en Grande-Bretagne. Deux clips vidéo sont réalisés pour accompagner sa sortie, mais un seul, You & I, est mis en ligne. Le clip est réalisé sur deux jours à l'université de Southampton Solent en présence de 200 fans. Il est diffusé sur MTV2 aux États-Unis, sur Scuzz au Royaume-Uni et sur MuchMusic au Canada. L'album est ensuite distribué à partir de mars 2010 au Japon et aux États-Unis via le label Artery Recordings. Le groupe fait d'intenses tournées en 2010, avec des concerts aux États-Unis, au Japon et en Europe.

### The Union of Crowns(2011-2013)
Le 8 septembre 2011, Bury Tomorrow publie Lionheart, le premier single de leur deuxième album. Il est accompagné d'un clip vidéo le 13 septembre. En octobre, le groupe accompagne While She Sleeps lors de sa tournée,, avant d'entamer une série de concerts en décembre à travers le Royaume-Uni. Le 6 décembre, une nouvelle vidéo est mise en ligne pour le single Royal Blood, dont la réalisation a été confiée à Thomas Welsh.
Le groupe passe le début de l'année 2012 à enregistrer son deuxième album, avec quelques dates afin de promouvoir sa future sortie. Ils jouent ainsi dans différents festivals, dont le Takedown Festival en mars, le Hit Deck Festival en avril, le Greenfield Festival le 17 juin et le Ghostfest le 30 juin.
Le 10 avril, Bury Tomorrow annonce que le groupe a signé avec Nuclear Blast et confirme le second album The Union of Crowns. Il est enregistré au Ridgeway Sound Studio à Wantage et sort le 13 juillet en Europe, le 16 au Royaume-Uni et le 17 aux États-Unis. Le 1er mai, le groupe présente son troisième single An Honourable Reign lors de l'émission de Daniel P. Carter sur la BBC Radio 1. Le groupe prévoit également une tournée internationale avec un passage en Australie. Ils jouent en première partie d'I Killed the Prom Queen à l'Underworld de Camden le 10 juillet. Début août, le groupe fait une apparition au Heavy Music Festival avant de partir en tournée avec Architects en novembre à travers la Grande Bretagne. Dans le cadre du Vans Warped Tour, ils jouent le 10 novembre à l'Alexandra Palace de Londres pour la seule date du festival en Europe,.
Le 20 janvier 2013, Bury Tomorrow annonce le départ du guitariste Mehdi Vismara, remplacé par Kristan Dawson. Le groupe joue de février à mars sa première tournée européenne, avec The Defiled et Neaera en première partie.

### RunesetEarthbound(2014)
Dès le début de l'année 2014, le groupe annonce l'arrivée d'un troisième album studio, Runes, pour le 26 mai sur le label Nuclear Blast. Winter-Bates le décrit comme « plus rapide et plus agressif que le précédent tout en gardant le son qui leur est caractéristique ». Une mini-tournée au Royaume-Uni accompagne sa parution. Pour accompagner sa sortie, le groupe effectue une tournée européenne en compagnie de Chunk! No, Captain Chunk! en mai. Le mois suivant, les deux groupes partagent à nouveau la scène pour une série de dates en Grande-Bretagne. Au cours de l'été 2014, les Anglais participent au Download Festival ou encore au Slam Dunk Festival. En juin, ils annoncent une tournée australienne avec I Killed the Prom Queen, The Ghost Inside, In Hearts Wake et Hellion.

### Earthbound(2015–2016)
Le 1er novembre 2015, le groupe sort un nouveau titre, Earthbound, et annonce leur quatrième album du même titre pour le 29 janvier 2016 avec le label Nuclear Blast.
Le 9 janvier 2016, un second single, Last Light, sort. Un dernier single pour cet album, intitulé Cemetery, sort le 25 novembre.
Ils effectuent une tournée européenne en octobre et novembre avec Stick to Your Guns et en première partie de Architects.

### Black Flame(2017–2019)
Le 27 octobre 2017, le groupe quitte Nuclear Blast et signe avec Sony Music et Music For Nations.
Le 13 avril 2018, un nouveau titre intitulé Black Flame sort. Le groupe annonce en même temps la sortie de leur cinquième album du même titre pour le 13 juillet 2018. Avant la sortie de l'album, deux autres singles sortent, Knife of Gold le 1er juin et The Age le 29 juin.
Le 15 juin 2018, ils participent à l'édition française du Download Festival.
Le 14 juin 2019, une version deluxe de l'album parait. Elle contient des versions live de trois titres de l'album et un nouveau titre intitulé Glasswalk.

### Cannibal(2019 - 2021)
Le 29 novembre 2019, un nouveau morceau, The Grey (VIXI) sort. Celui-ci fait partie de leur sixième album Cannibal prévu pour le 3 avril 2020 avec le label Music for Nations et dont ils dévoilent la pochette et la tracklist le 10 janvier 2020. Ce même jour, sort le single éponyme de l'album. Cependant, à cause de la pandémie de Covid-19, la sortie est repoussée au 3 juillet. Entre-temps, le groupe sort les singles Choke, le 13 février, Better Below, le 2 avril et Gods & Machines, le 26 juin.
Le 13 juillet 2021, Jason Cameron, membre fondateur du groupe ainsi que guitariste rythmique et chanteur des lignes claires, annonce son départ, restant en bons termes avec le groupe.

### Arrivée de nouveaux membres etThe Seventh Sun(depuis 2021)
À la suite du départ de Jason Cameron, deux nouveaux membres intègrent le groupe : Ed Hartwell à la guitare et Tom Prendergast pour le clavier et le chant clair. 
Le 24 mars 2022, le groupe dévoile le single Death (Ever Colder). Un mois plus tard, une nouvelle version de ce titre avec le groupe Modern Error est mise en ligne. Le 1er juin, le titre Life (Paradise Denied) sort.
Le 6 octobre, il publie le titre Abandon Us, annonçant en même temps la sortie de leur septième album The Seventh Sun pour le 31 mars 2023. Le 15 février, il dévoile le morceau Heretic en featuring avec le chanteur Loz Taylor de While She Sleeps.

## Membres

### Membres actuels

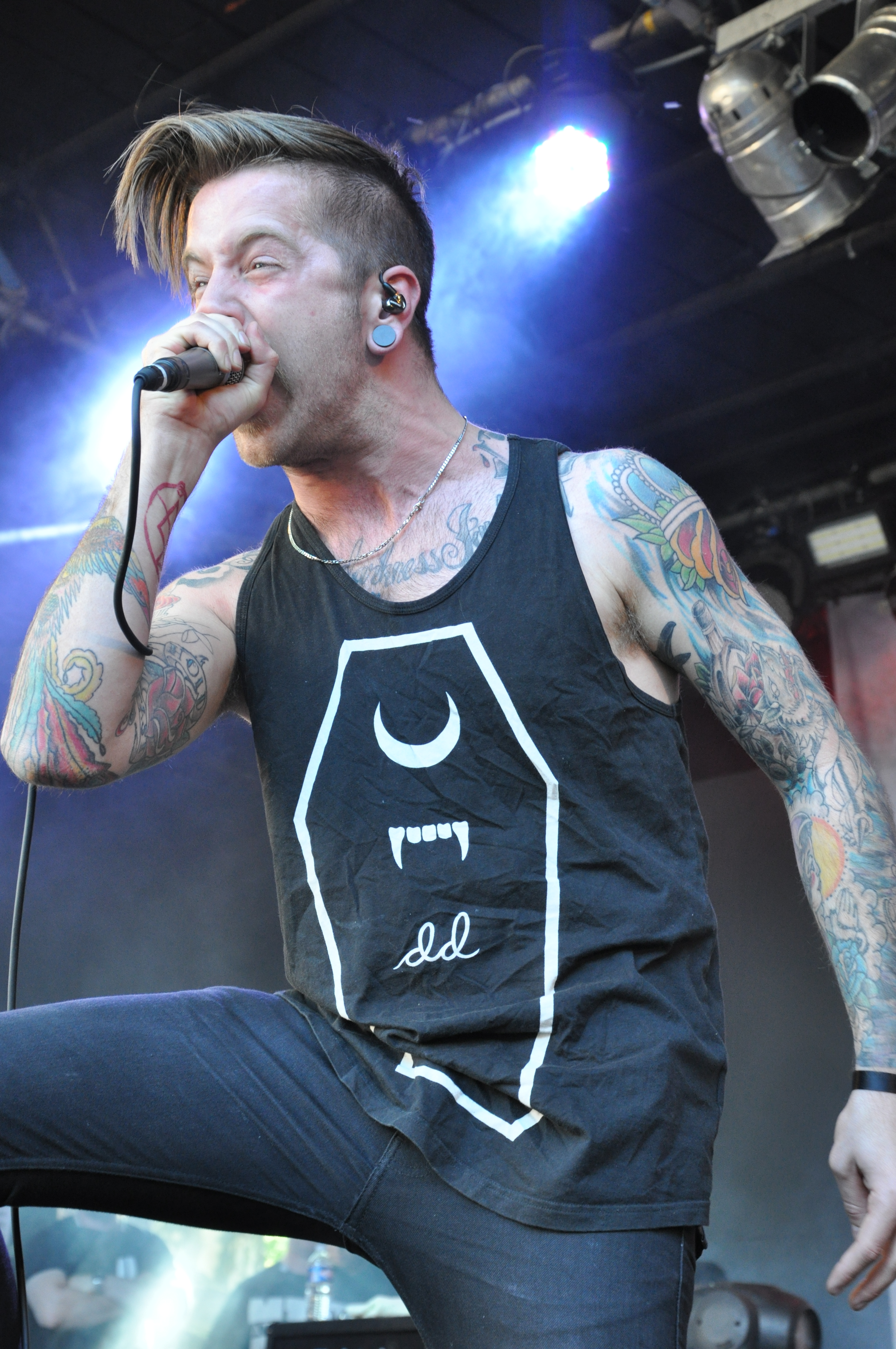
Daniel Winter-Bates en 2014.

- Daniel Winter-Bates - chant, screaming (depuis 2006)
- Davyd Winter-Bates - basse (depuis 2006)
- Adam Jackson - batterie, percussions (depuis 2006)
- Kristan Dawson - guitare (depuis 2013)
- Ed Hartwell - guitare (depuis 2021)
- Tom Prendergast - clavier, chant clair (depuis 2021)

### Ancien membre
- Mehdi Vismara - guitare (2006-2013)
- Jason Cameron - guitare rythmique, chant (2006-2021)

## Discographie

### Albums studio
- 2009 : Portraits
- 2012 : The Union of Crowns
- 2014 : Runes
- 2016 : Earthbound
- 2018 : Black Flame
- 2020 : Cannibal
- 2023 : The seventh sun
- 2025 : Will You Haunt Me, With That Same Patience

### EP
- 2007 : The Sleep of the Innocents
- 2010 : On Waxed Wings